# Багирми (султанат)
Багирми (фр. Royaume du Baguirmi, 1522—1897) — исламский султанат, существовавший в центральной Африке с XVI по конец XIX века к юго-востоку от озера Чад.
Султанат располагался на территории современного Чада, зависимые территории также охватывали северо-западные области Центральноафриканской Республики. Столицей Багирми был город Масенья.

## История
Первым правителем султаната был мбанг (титул) Бирни Бессе. При Абдулле (1568—1608) ислам был принят в качестве государственной религии.

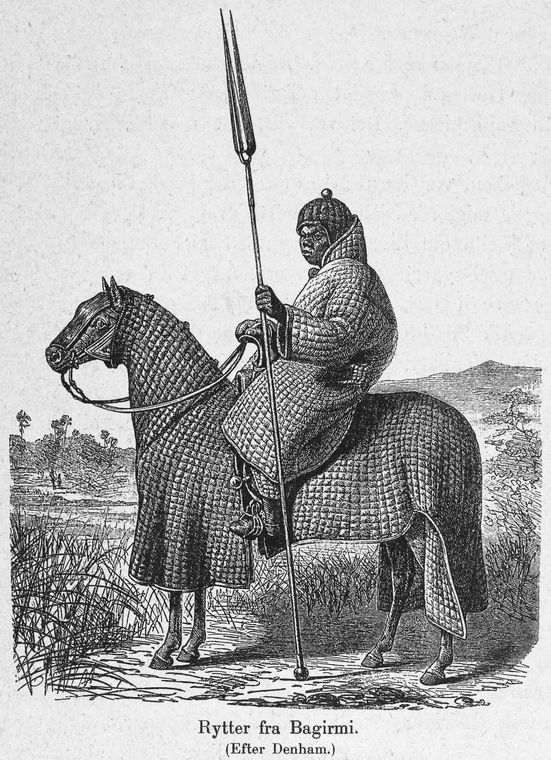
Изображение воина по описанию Диксона Денема, побывавшего в Багирми в 1823 г.

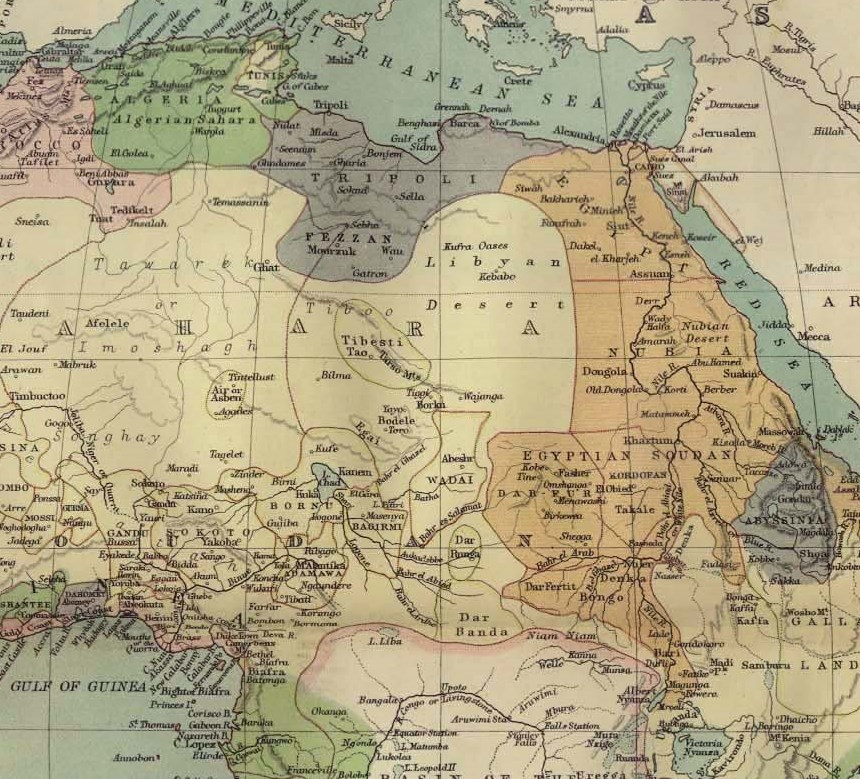
Багирми на карте Африки 1885 г.

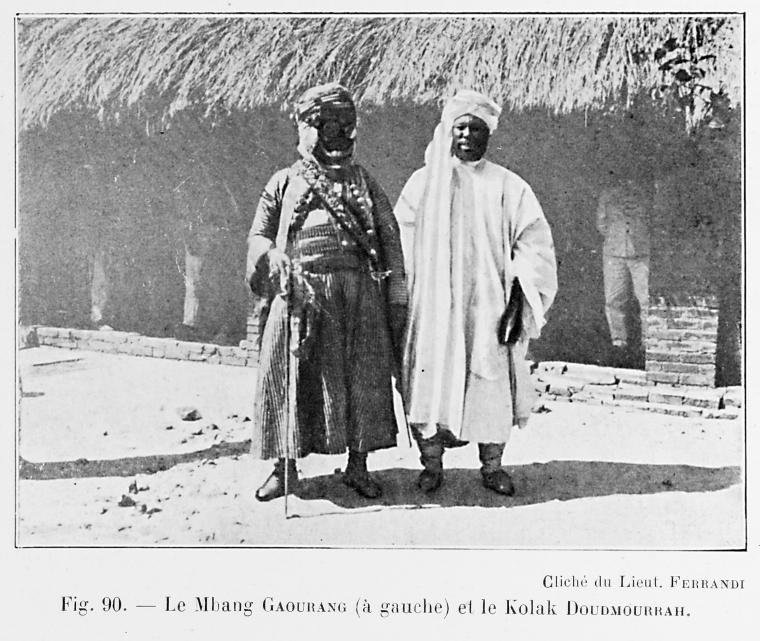
Мбанг Абд-ар-Рахман Гуранг (слева), 1918 год

До XVII века Багирми находился в даннической зависимости от Борно. В период независимости в XVIII веке султанат достиг расцвета, установив политический контроль над небольшими близлежащими политическими структурами и заключив альянс с кочевыми объединениями.
Но уже в 1871 году Багирми был завоеван султаном Вадая. Спасаясь от экспансии Ваддая в 1893 году, султан Багирми Абд-ар-Рахман Гваранга обратился с просьбой о защите к Франции. Однако уже в следующем 1894 году столица была захвачена и разграблена войсками Рабиха аз-Зубайра, бывшего раба египетского паши Аль-Зубаяр Рамы.
В 1894 году территория султаната была разделена между Францией и Германией, а в 1911 году Германия передала свою долю Франции.
Сегодня султанат Багирми со столицей Масенья интегрирован в государственную систему Чада. Титул мбанг существует и по сей день.

## Посещение европейскими путешественниками
В XIX веке Багирми посещали английские и немецкие путешественники: в 1823 году — Диксон Денем, в 1850-е годы — Генрих Барт, в начале 1870-х годов — Густав Нахтигаль.

## Правители
Ниже перечислены правители султаната Багирми:
- Бирни Бессе (1522—1536)
- Лубатко (1536—1548)
- Мало (1548—1568)
- Абдалла (1568—1608)
- Умар (1608—1625)
- Далай (1625—1635)
- Буркоманда I (1635—1665)
- Абдул Рахман I (1665—1674)
- Дало Бирни (1674—1680)
- Абдул Кадир I (1680—1707)
- Бар (1707—1722)
- Ванья (1722—1736)
- Буркоманда II Тад Леле (1736—1741)
- Лоель (1741—1751)
- Хаджи Мохаммед аль-Амин (1751—1785)
- Абд ар-Рахман Гуранг (1785—1806)
- Малам Нгармаба Бира (1806), 1-е правление
- Утман Буркоманда III аль-Кабир (1806—1807), 1-е правление
- Малам Нгармаба Бира (1807), 2-е правление
- Утман Буркоманда III аль-Кабир (1807), 2-е правление
- Мухаммад III (1807)
- Утман Буркоманда III аль-Кабир (1807—1846), 3-е правление
- Абдул Кадир II аль-Махди (1846—1858)
- Абу-Секкин Мохаммед IV (1858—1870), 1-е правление
- Абд ар-Рахман II (1870—1871)
- Абу-Секкин Мохаммед IV (1871—1884), 2-е правление
- Буркоманда IV ас-Сагир (1884—1885)
- Нгармане Эрманала (1885)
- Абд ар-Рахман Гуранг II (1885—1918)
- Абдул Кадир III (1918—1935)
- Махамат Юсуф (с 1970)